# John Pulman
John Pulman (Teignmouth, 12 de diciembre de 1923-Northampton, 25 de diciembre de 1998) fue un jugador de snooker inglés.

## Biografía
Nació en la localidad inglesa de Teignmouth en 1923. Campeón del mundo en la edición de 1957, defendió el título a lo largo de siete retos entre 1964 y 1968, tres de ellos ante Fred Davis y dos frente a Rex Williams. Fue, asimismo, subcampeón de 1970. No logró, sin embargo, tejer ninguna tacada máxima, y la más alta de su carrera se quedó en 130. Falleció en Northampton en 1998.